# Manuel Saumell
Manuel Saumell Robredo (L'Avana, 19 aprile 1818 – 14 agosto 1870) è stato un musicista cubano.
È considerato tra gli inventori e sviluppatori della musica creolla
Per questa ragione si pensa sia stato il primo a coltivare il nazionalismo musicale cubano.

## Biografia
Saumell nacque a L'Avana da una famiglia destituita, "destinato a morire giovane, dopo un'esistenza miserabile e patetica". Studiò pianoforte con Juan Federico Edelmann, e solfeggio, arrangiamento, contrappunto e fuga con Maurice Pyke, il direttore di una compagnia italiana di opera che visitò l'Avana. Saumell suonò l'organo in chiesa e suonò Beethoven, organizzò incontri musicali, scrisse arrangiamenti, insegnò musica.
All'età di 21 anni si innamorò della cantante Dolores de Saint-Maxent, che aveva introdotto i lavori di Schubert a Cuba. La donna, tuttavia, discendeva da una famiglia altolocata che non approvava il matrimonio fra i due, ma lei gli permise di continuare a corteggiarla. Saumell progettò un'opera nazionalistica che sottolineasse il talento di Dolores, basato sul romanzo Antonelli dello scrittore José Antonio Echevarría. La storia è ambientata a L'Avana nel 1590: un gruppo di schiavi fa funzionare uno dei primi zuccherifici di El Cerro; l'ingegnere Antonelli si innamora della bella Siboney Quadroon, solo per scoprire che è la promessa sposa del nipote del governatore de L'Avana.
Purtroppo, prima che il libretto fosse scritto, Dolores ruppe la loro relazione. Sconvolto, Saumell tornò alla sua vita precedente, abbandonando il progetto. Continuò a scrivere contradanza, sopravvivendo con quel poco che riusciva a guadagnare. All'interno della sua opera, però, aveva progettato la presenza di aborigeni indiani e schiavi neri che cantavano sulla scena, qualcosa senza precedenti.
Tralasciando le opere minori, Saumell ha scritto più di cinquanta contradanze originali (sia in 2/4, sia in 6/8). Le contradanze erano composte di due parti, la prima di otto battute, seguita da una segunda di sedici battute, altrimenti erano composte entrambe di sedici battute. Saumell usava scrivere la prima in stile classico, seguita da una seconda in stile folkloristico creolo-cubano.

## Citazioni su Manuel Saumell
"Saumell è assolutamente profetico nell'utilizzo di alcuni ritmi che potrebbero essere richiamati in futuro sotto nomi diversi... Egli non è solo il padre della contradanza... ma anche dell'habanera (la prima de La Amistad), del danzón (La Tedesco), della guajira (segunda de La Matilde), della criolla (segunda de La Nené), della clave (La Celestina)... Tutto ciò che fu fatto dopo di lui è riconducibile agli elementi presenti nei suoi lavori".
"Dopo i lavori di Saumell, tutto quello che c'era da fare era sviluppare le sue innovazioni, che influenzarono profondamente la storia del movimento nazionale della musica cubana. Helio Orovio
"Il musicista cubano più importante del XIX secolo fu Manuel Saumell Robredo"